# Maquis de la Grésigne
Le maquis de la Grésigne est une organisation de la Résistance française. Elle a choisi de se cacher dans la forêt de Grésigne qui lui a donné son nom.

## Organisation
Situé dans le département du Tarn, ce maquis était constitué majoritairement de travailleurs étrangers : Polonais et Républicains espagnols, commandés par Karl Matiszyk.